# 前乃臻康夫
前乃臻 康夫（まえのしん やすお、1961年4月17日 - ）は、福岡県嘉穂郡筑穂町（現役当時、現・同県飯塚市）出身で高田川部屋に所属した元大相撲力士。本名は沢辺 康夫（さわべ やすお）。最高位は東小結（1987年9月場所）。得意手は左四つ、寄り、上手投げなど。現役時代の体格は185cm、137kg、血液型はB型。
引退後、年寄・山響を借株で襲名するも1996年11月場所後に失踪状態になり（正式に失踪宣告を受けていたかは不明）、翌1997年1月31日に日本相撲協会から解雇された。

## 来歴・人物
高田川親方（元大関・前の山）が育てた、初めての十両・幕内・三役力士である。力士から親方を経てタレントに転向した、元小結・龍虎を思わせるハンサム力士であった。父親は、彼と同時代に活躍した同じ筑豊地区出身の益荒雄の父親と同じく、西鉄バスの運転手だった。
中学時代に福岡県立嘉穂農業高校（後の福岡県立嘉穂中央高校）の相撲部よりスカウトされていたが、角界入りの思いが強く中学卒業後、高田川部屋に入門。1977年3月場所で初土俵を踏んだ。
初土俵の同期生には、のち幕内に昇進した押尾川部屋の恵那櫻や佐賀昇などがいる。
1985年11月、ご当所の九州場所で新入幕。それから暫くは幕内下位から十両で活躍したが、1987年5月場所以降は幕内に定着した。
翌7月場所では、東前頭8枚目の地位で11勝4敗と好成績を残し、敢闘賞候補に挙がった。だが、最終的にその敢闘賞は同成績の大ベテラン・出羽の花が受賞し、惜しくも生涯唯一の三賞受賞のチャンスを逸してしまった。翌場所では、自己最高位となる東小結に進出。同場所では4勝11敗と大敗したが、7日目に、対横綱・大関戦唯一の勝利を大関・大乃国から挙げている。なお、大乃国はこの場所を13勝2敗で終え、場所後には横綱へ昇進しているので価値のある勝利であった。
結局三役経験はこの1場所のみで終わり、以降は幕内の地位も長く保てず、再び十両へと陥落。
現役最晩年は幕下3枚目まで番付を落とし、1990年3月場所を最後に28歳の若さで引退した。
幕内経験は僅か10場所であったが、大雄や肥後ノ海らのように幕内を40～50場所以上務めても三役昇進を果たせなかった力士がいる中で、僅か10場所の幕内経験の中で1場所でも三役に昇進できたのは幸運であった。
引退後は山響親方として相撲協会の運営に携わっていたが、1996年11月場所後に失踪状態になる。翌年1月場所中も現れなかったため、同年1月31日、職務放棄として相撲協会から解雇処分を受けた（在職中の親方が解雇されたのは、初の事例）。失踪状態に陥った原因としては、年寄・山響の名跡取得に関する金銭問題があったとされる。結局山響の取得はならず、名跡は高砂一門外の二子山親方（元大関・貴ノ花）が取得した。
失踪状態になってからの動向は不明であったが、2009年5月31日には定年を間近に控えた師匠・高田川親方（元・前の山）や高田川部屋の関係者らと共に「高田川御夫妻を囲む会」にも顔を出している。1996年末から2009年までの動向は現在も不明だが、失踪状態ではなくなったとみられる（ベースボール・マガジン社『相撲』、2009年7月号より）。なお、「高田川御夫妻を囲む会」に参加後の動向は明らかになっていない。

## 主な成績・記録
- 通算成績：412勝407敗7休 勝率.503
- 幕内成績：62勝88敗 勝率.413
- 現役在位：78場所
- 幕内在位：10場所
- 三役在位：1場所（小結1場所）
- 三賞：無し
- 連続出場：819番（序ノ口以来、1977年5月場所-1990年1月場所）

### 場所別成績
| | 一月場所 初場所（東京） | 三月場所 春場所（大阪） | 五月場所 夏場所（東京） | 七月場所 名古屋場所（愛知） | 九月場所 秋場所（東京） | 十一月場所 九州場所（福岡） |
| --- | ----------------------- | ----------------------- | ----------------------- | --------------------------- | ----------------------- | --------------------------- |
| 1977年 （昭和52年） | x                       | （前相撲）              | 西序ノ口20枚目 4–3      | 西序二段87枚目 4–3          | 東序二段65枚目 4–3      | 西序二段41枚目 4–3          |
| 1978年 （昭和53年） | 西序二段23枚目 4–3      | 西三段目89枚目 3–4      | 東序二段12枚目 6–1      | 東三段目50枚目 3–4          | 東三段目61枚目 4–3      | 西三段目44枚目 3–4          |
| 1979年 （昭和54年） | 西三段目56枚目 4–3      | 東三段目44枚目 3–4      | 東三段目61枚目 4–3      | 東三段目45枚目 4–3          | 西三段目30枚目 1–6      | 東三段目61枚目 4–3          |
| 1980年 （昭和55年） | 西三段目45枚目 4–3      | 東三段目32枚目 3–4      | 東三段目43枚目 6–1      | 西幕下56枚目 4–3            | 西幕下43枚目 3–4        | 西幕下58枚目 5–2            |
| 1981年 （昭和56年） | 東幕下35枚目 1–6        | 東三段目4枚目 4–3       | 東幕下51枚目 3–4        | 西幕下59枚目 4–3            | 西幕下48枚目 4–3        | 東幕下36枚目 3–4            |
| 1982年 （昭和57年） | 西幕下43枚目 5–2        | 東幕下25枚目 4–3        | 西幕下17枚目 4–3        | 西幕下14枚目 3–4            | 東幕下25枚目 3–4        | 西幕下36枚目 6–1            |
| 1983年 （昭和58年） | 西幕下16枚目 3–4        | 西幕下27枚目 4–3        | 東幕下20枚目 3–4        | 西幕下28枚目 5–2            | 西幕下11枚目 5–2        | 東幕下4枚目 6–1             |
| 1984年 （昭和59年） | 東十両10枚目 5–10       | 西幕下3枚目 4–3         | 西幕下2枚目 4–3         | 東十両13枚目 9–6            | 西十両7枚目 10–5        | 西十両4枚目 8–7             |
| 1985年 （昭和60年） | 西十両2枚目 6–9         | 西十両3枚目 8–7         | 東十両2枚目 8–7         | 西十両筆頭 8–7              | 東十両筆頭 8–7          | 西前頭14枚目 8–7            |
| 1986年 （昭和61年） | 東前頭10枚目 5–10       | 東十両筆頭 6–9          | 西十両4枚目 6–9         | 西十両8枚目 10–5            | 東十両3枚目 9–6         | 西十両筆頭 8–7              |
| 1987年 （昭和62年） | 西前頭13枚目 6–9        | 西十両2枚目 9–6         | 東前頭14枚目 8–7        | 東前頭8枚目 11–4            | 東小結 4–11             | 西前頭4枚目 6–9             |
| 1988年 （昭和63年） | 西前頭6枚目 6–9         | 東前頭10枚目 7–8        | 東前頭12枚目 1–14       | 西十両8枚目 9–6             | 東十両4枚目 5–10        | 東十両10枚目 9–6            |
| 1989年 （平成元年） | 東十両4枚目 8–7         | 東十両2枚目 6–9         | 西十両6枚目 9–6         | 西十両筆頭 8–7              | 東十両筆頭 7–8          | 東十両2枚目 5–10            |
| 1990年 （平成2年） | 東十両7枚目 4–11        | 東幕下3枚目 引退 0–0–7  | x                       | x                           | x                       | x                           |
| 各欄の数字は、「勝ち-負け-休場」を示す。 優勝 引退 休場 十両 幕下 三賞：敢=敢闘賞、殊=殊勲賞、技=技能賞 その他：★=金星 番付階級：幕内 - 十両 - 幕下 - 三段目 - 序二段 - 序ノ口 幕内序列：横綱 - 大関 - 関脇 - 小結 - 前頭（「#数字」は各位内の序列） |                         |                         |                         |                             |                         |                             |

### 幕内対戦成績
| 青葉城   | 1 | 0 | 安芸ノ島 | 0 | 1 | 朝潮       | 0 | 1 | 旭富士 | 0 | 1 |  |  |  |
| 板井     | 1 | 2 | 恵那櫻   | 0 | 2 | 巨砲       | 3 | 3 | 大錦   | 1 | 0 |  |  |  |
| 大乃国   | 1 | 0 | 騏乃嵐   | 1 | 0 | 霧島       | 1 | 3 | 起利錦 | 3 | 2 |  |  |  |
| 麒麟児   | 2 | 3 | 蔵間     | 0 | 2 | 高望       | 3 | 2 | 港龍   | 0 | 1 |  |  |  |
| 琴稲妻   | 0 | 1 | 琴ヶ梅   | 1 | 3 | 小錦       | 1 | 1 | 逆鉾   | 0 | 1 |  |  |  |
| 佐田の海 | 2 | 3 | 薩洲洋   | 2 | 0 | 陣岳       | 0 | 4 | 太寿山 | 3 | 4 |  |  |  |
| 大徹     | 2 | 3 | 孝乃富士 | 3 | 2 | 隆三杉     | 2 | 5 | 多賀竜 | 3 | 3 |  |  |  |
| 玉龍     | 0 | 3 | 竹葉山   | 1 | 0 | 千代の富士 | 0 | 1 | 寺尾   | 2 | 1 |  |  |  |
| 出羽の花 | 2 | 1 | 闘竜     | 3 | 3 | 栃司       | 0 | 1 | 栃剣   | 3 | 0 |  |  |  |
| 栃乃和歌 | 0 | 3 | 南海龍   | 1 | 1 | 花乃湖     | 1 | 0 | 花ノ国 | 1 | 1 |  |  |  |
| 飛騨乃花 | 1 | 1 | 富士乃真 | 1 | 1 | 双羽黒     | 0 | 1 | 北天佑 | 0 | 1 |  |  |  |
| 北勝海   | 0 | 1 | 三杉磯   | 0 | 1 | 両国       | 1 | 0 | 若瀬川 | 1 | 0 |  |  |  |

### 記録
前乃臻は三役を経験しながら、幕内在位は僅か10場所に終わった。これは年間場所数の増えた戦後では沢光の7場所、白馬の8場所に次いで少ない。戦後入幕し三役に進んだ力士の、幕内在位場所数のワースト5は次の通り。（2020年3月場所終了後現在）
- 1位　沢光　　7場所
- 2位　白馬　　8場所
- 3位　前乃臻　10場所
- 4位　大豊　　13場所
- 5位　若荒雄　14場所

なお、5人とも三役経験は小結1場所のみである。

## 改名歴
- 前の海 康夫（まえのうみ やすお）1977年5月場所 - 1981年5月場所
- 沢辺 康夫（さわべ - ）1981年7月場所
- 前乃臻 康夫（まえのしん - ）1981年9月場所 - 1988年9月場所
- 前乃森 康夫（まえのしん - ）1988年11月場所 - 1990年3月場所

## 年寄変遷
- 山響 康夫（やまひびき やすお）1990年3月16日 - 1997年1月31日（解雇）